# Croton pachysepalus
Espèce
Croton pachysepalus est une espèce de plantes à fleurs du genre Croton et de la famille des Euphorbiaceae, présente à l'est de Cuba et à Haïti.
Il a pour synonyme :
- Oxydectes pachysepala, (Griseb.) Kuntze